# Erik Pontoppidan
Erik Pontoppidan, nacido el 24 de agosto de 1698 Århus y fallecido el 20 de diciembre de 1764 en Copenhague), fue un teólogo y ornitólogo danés.
Estudió Teología en la Universidad de Copenhague. Fue tutor de diversos nobles, lo que le permitió viajar por Europa. Posteriormente, pasó a ser uno de los profesores del rey.
En 1738 comenzó a dar clases de Teología en Copenhague y se convirtió en obispo de Bergen en 1745.
Aunque gran parte de su obra fue sobre Teología, publicó numerosas obras sobre Zoología. Fue amigo de Morten Thrane Brünnich (1737-1827), considerado el fundador de la zoología danesa.
En su Historia natural de Noruega (1755), en la que analiza distintos monstruos marinos, habla notablemente del legendario Kraken al que el mismo dio dicho nombre. También habla de las sirenas y la serpiente marina

## Erik Pontoppidan y los monstruos marinos
Aunque en la Natural History of Norway el autor trata de numerosas cuestiones relacionadas con la geología, la geografía, la botánica o la zoología del país, es el capítulo 8 de la segunda parte, dedicado a los monstruos marinos, el que siempre ha sido más leído y consultado. Aquí nos encontramos con criaturas ya conocidas por la Historia Natural del momento, como las sirenas o las serpientes marinas,
así como la referencia a un nuevo ser extraído de los mitos escandinavos, a saber, el kraken,
y todo ello ha hecho hasta la actualidad las delicias de los criptozoólogos, que con frecuencia
acuden a la obra de Pontoppidan para fundamentar sus teorías, sin
olvidar las muy conocidas alusiones que encontramos en la literatura del siglo XIX, como el
poema del mismo título (1830) de Alfred Tennyson (y que contribuyó a popularizar la imagen
de esta criatura en el mundo anglosajón), Moby Dick (1851) de Herman Melville, o Veinte mil
leguas de viaje submarino (1869) de Julio Verne, o las incesantes ocasiones en las que sus 
observaciones fueron copiadas impunemente por la prensa decimonónica. Incluso en
España la obra de Pontoppidan fue conocida muy pronto, por cuanto en 1800 ya
encontramos una referencia a sus monstruos marinos en El viajero universal. Pero Pontoppidan no es un autor crédulo ni acrítico.
Una lectura detenida nos revela una gran
preocupación por la veracidad de las fuentes, así como la búsqueda continua de testigos
cualificados que puedan proporcionar noticias de primera mano y que hayan observado los
fenómenos directamente, distinguiendo con frecuencia entre lo que considera posible y lo
que define como una mera fábula. Se muestra además como un autor muy leído, buen conocedor de la
Biblia, dado su condición de pastor luterano, de los autores clásicos, especialmente el inefable
Plinio, de la erudición escandinava, comenzando por el Speculum Regale del siglo XIII y por
Olao Magno (a quien considera demasiado crédulo), y culminando con los académicos
nórdicos de los siglos XVII y XVIII, y, por supuesto, de la producción europea, como revelan
las referencias a Konrad Gesner, Guillaume Rondelet, Athanasius Kircher, o Kaspar Schott,
si bien esta erudición libresca no impedirá, aunque ello no sea ni mucho menos una
contradicción, continuas referencias a la divinidad, a la diversidad de su obra, y a su continua
providencia (A. Morgado y J. Ritoré, “Los monstruos marinos de Erik Pontoppidan”).